# Hede distrikt, Härjedalen
Hede distrikt är ett distrikt i Härjedalens kommun och Jämtlands län. Distriktet ligger omkring Hede i norra Härjedalen.

## Tidigare administrativ tillhörighet
Distriktet inrättades 2016 och utgörs av Hede socken i Härjedalens kommun.
Området motsvarar den omfattning Hede församling hade 1999/2000.

## Tätorter och småorter
I Hede distrikt finns två tätorter och en småort.

### Tätorter
- Hede
- Norr-Hede

### Småorter
- Hedeviken